# Акатай, Сабетказы Нуржакияулы
Сабетказы Нуржакия Улы Акатай (псевдоним — Ак Атай; каз. Сәбетқазы Нұржақияұлы Ақатай; 11 октября 1938, с. Аксуат, Восточно-Казахстанская область — 2003) — казахский общественно-политический деятель; философ

, специалист по истории философии; доктор философских наук, профессор. Заслуженный деятель Казахстана (2001).

## Биография
В 1969 г. окончил философский факультет МГУ, в 1973 г. — аспирантуру Института истории, археологии и этнографии им. Ч. Ч. Валиханова АН КазССР. Во время учёбы в Москве активно участвовал в создании и деятельности неформальной организации студентов-казахов «Жас тулпар», включавшей в себя в 1960-х годах членов казахского землячества Москвы и Ленинграда. Впоследствии эта организация была сочтена властями националистической и деятельность её была взята под наблюдение КГБ и запрещена.
В 1967—1988 гг. — преподаватель, затем доцент кафедры философии в Алма-Атинском институте народного хозяйства, Алма-Атинском институте иностранных языков, ректор ИПК работников культуры и искусства (1988—1995); заведующий отделом истории и теории культуры Республиканского научного центра проблем культуры Министерства образования, культуры и здравоохранения Республики Казахстан; с 1997 г. — ведущий научный специалист Института философии Министерства науки — Академии наук Республики Казахстан.

## Научная деятельность
Основное направление исследований — мировоззренческий синкретизм казахов. Мировоззренческий синкретизм казахов есть совокупность идей, воззрений, представлений народа о мире, человеке, обществе; его можно трактовать как дотеоретическую форму национального общественного сознания, как его предфилософский исторический тип, как парафилософию, как «религиозно-художественно-мифологическое мировоззрение со своей онтологией, антропологией и демонологией (феноменологией духа)». Мировоззренческий синкретизм формируется у самых истоков человеческой цивилизации как наиболее возможная и, главное, доступная форма духовного освоения мира. Результаты такого освоения закреплялись исторически и передавались из поколения в поколение в виде народных традиций, обычаев, обрядов, норм поведения, общественных идеалов, обобщались и фиксировались в мифах, фольклоре, в произведениях художественного творчества, а также предметах материальной культуры. В процессе дальнейшего развития эти духовные приобретения становились неотъемлемой частью народного сознания и его повседневного бытия, в течение веков формировали своеобразие культуры и особенности мировосприятия того или иного народа.

### Избранные труды
- Древние культы и традиционная культура казахского народа. — Алматы: КазНИИ культуры и искусствознания, 2001. — 363 с. — ISBN 9789965559075.
- Мировоззренческий синкретизм казахов : Вып. 1, 2. — Алма-Ата, 1994—1995.
- Күн мен көлеңке: ғылыми-танымдық аңсар; Тарихи материалдар (казах.). — Алматы: Print-Express, 2011 [1990]. — 424 с. — 500 экз. — ISBN 978-601-7046-23-1.

## Общественно-политическая деятельность
Возглавлял партию «Алаш».